# Royal College of Music

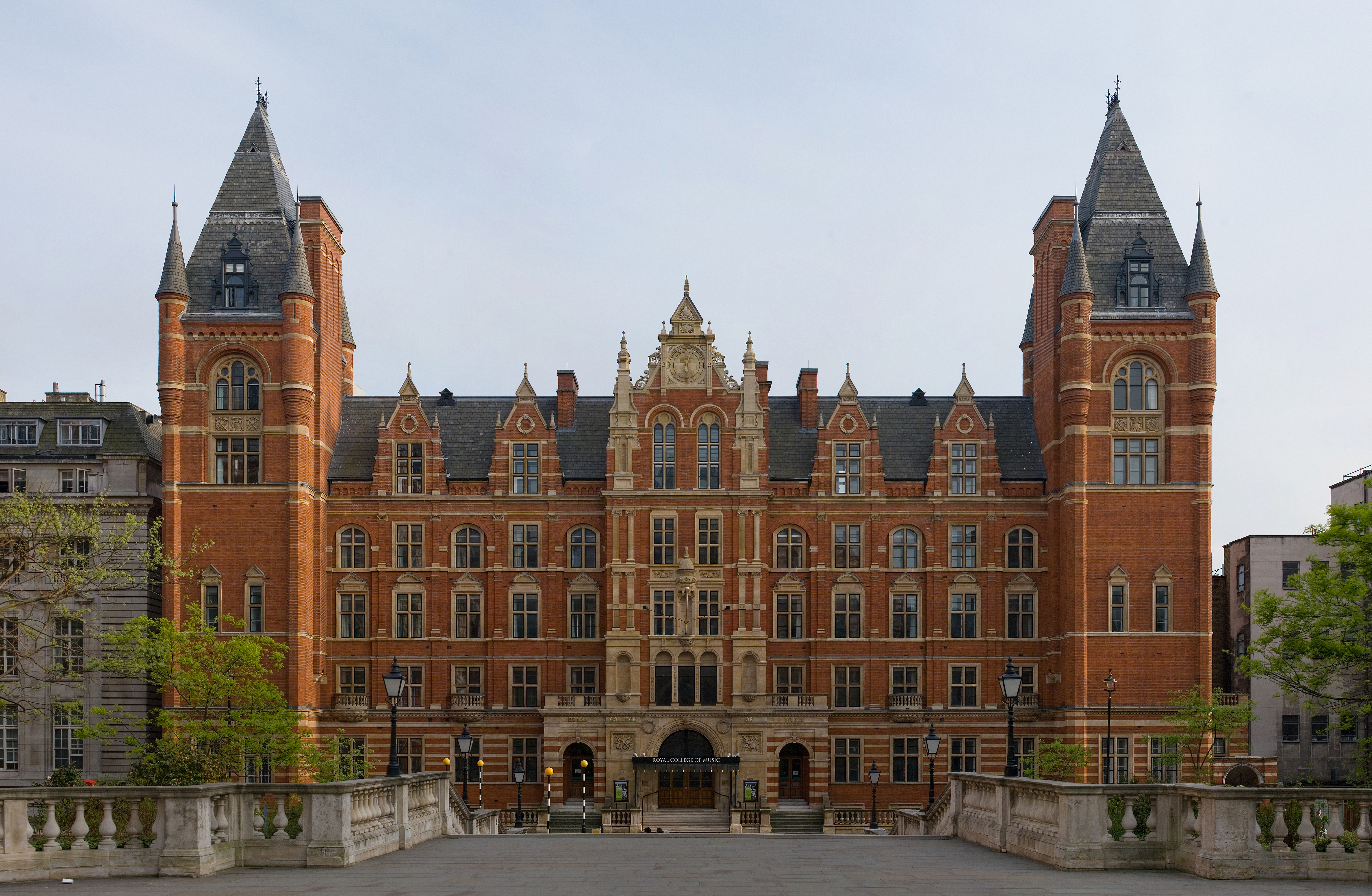
Royal College of Music

Royal College of Music je londýnská konzervatoř, která se nachází v oblasti South Kensington. Založena byla roku 1882 a vedle hraní se zde vyučuje také hudební teorie, historie, dirigování a kompozice. Jde o jednu ze čtyř škol organizace Associated Board of the Royal Schools of Music a patří mezi členy společenství Conservatoires UK. Naproti budově školy se nachází koncertní síň Royal Albert Hall. Vzniku školy předcházel zánik neúspěšné a krátce existující školy National Training School for Music.